# Andaspis bulba
Andaspis bulba är en insektsart som beskrevs av Abraham Munting 1965. Andaspis bulba ingår i släktet Andaspis och familjen pansarsköldlöss. Inga underarter finns listade i Catalogue of Life.